# Yohimbină
Yohimbina sau Iohimbina este un alcaloid pentaciclic, ce are la bază nucleul de yohimban. Este extrasă din scoarța arborelui Yohimbe (Pausinystalla yohimba) sau Coryanthe Yohimbe, familia Rubiaceae, denumit și „copacul iubirii”. 
Yohimbe este un arbore de 30 m înălțime cu frunze persistente alungite sau eliptice, coaja brun-roșiatică și flori mici, galbene originar din pădurile Africii Centrale (Camerun, Zair, Gabon) unde crește în sălbăticie.
Yohimbe a fost descoperit și folosit pentru calitățile sale afrodiziace și energiei sexuale pe care o produce de pigmeii și băștinașii din Africa de Vest.
În secolul al 19-lea, misionari germani au descoperit copacul yohimbe în Africa de Vest și l-au adus în Europa, unde a devenit rapid foarte cunoscut.

## Utilizări
În Africa de Sud, yohimbina este frecvent utilizată sub diferite forme, cea mai eficientă fiind mestecarea scoarței acestui copac.

În Camerun, indigenii au utilizat de secole scoarța de yohimbe ca afrodiziac.
De asemenea se utiliza ca tratament pentru febră, boli de inimă, anestezic local și halucinogen. Are efect asupra sistemului nervos simpatic, contrar adrenalinei.
Scoarța copacului african Yohimbe este sursa unuia dintre cele mai puternice afrodiziace naturale. 

În Europa a fost folosită  în ultimii 75 de ani pentru a trata disfuncțiile erectile. În S.U.A., yohimbina a fost aprobată pentru tratarea impotenței în anii `80. 
Yohimbina este un medicament vasodilatator și face parte din simpatolitice (alfa blocante). Administrată pe cale orală, yohimbina este indicată în tratamentul impotenței masculine și în cel al hipotensiunii ortostatice (amețeli la ridicare și în poziție verticală), în particular al hipotensiunii induse de medicamentele antidepresive.  Posedă de asemenea proprietăți importante de ardere a grăsimilor, precum și mărirea secreției naturale de testosteron. 

Yohimbina este comercializată sub diverse denumiri: Edex, Erex, Testomar, Yocon, Yohimar, Yohimbe, Yohimex etc. 
Scoarța de yohimbe conține în afară de yohimbină și alți alcaloizi stereoizomeri cu yohimbina: izoyohimbina, aloyombina, coriantidină, beta, gama și delta-yohimbina și pseudoyohimbina, yohimbilina și ajmalina. Yohimbina,  poate apărea și ca clorhidrat, (Yohimbina HCL) cunoscută sub denumirea de chebrachină.